# ویتالی ورنیدوب
ویتالی ورنیدوب (اوکراینی: Віталій Юрійович Вернидуб؛ زادهٔ ۱۷ اکتبر ۱۹۸۷) بازیکن فوتبال اهل اوکراین است.
از باشگاه‌هایی که در آن بازی کرده‌است می‌توان به باشگاه فوتبال کریفباس کریفیی ریه، باشگاه فوتبال قبله، باشگاه فوتبال متالورگ زاپروژیا، و باشگاه فوتبال زوریا لوهانسک اشاره کرد.
وی همچنین در تیم‌های ملی فوتبال Ukraine national under-18 football team، زیر ۲۱ سال اوکراین، و اوکراین بازی کرده‌است.